# Равина, Сергей Владимирович
Сергей Владимирович Равина (бел. Сяргей Уладзіміравіч Равіна; род. 13 марта 1985) — белорусский футболист, полузащитник.

## Клубная карьера
С шести лет занимался в минской футбольной школе «Динамо». Затем три года играл в детско-юношеской команде столичного «Торпедо», после чего был приглашен в минский «Локомотив», выступавший в Первой лиге Беларуси.
Вернувшись в «Торпедо», он впервые сыграл в Высшей лиге. С 2004 по 2006 год выступал за тираспольский «Шериф». В 2006 году выступал за брестское «Динамо», в 2007 году — за «Белшину», с 2008 по 2010 года — за «Верас».
В 2015 году он выступал в «Виктории» с Марьина Горки, после чего завершил карьеру.